# Holodactylus
Holodactylus Boettger, 1893 è un genere di piccoli gechi della famiglia Eublepharidae, endemico dell'Africa.

## Descrizione
Sono sauri di media taglia e di aspetto robusto. Sono sprovvisti di lamelle subdigitali e sono quindi prevalentemente terrestri. Come gli altri eublefaridi sono dotati di palpebre funzionali.

## Biologia
Hanno abitudini notturne e terrestri, si nutrono di insetti.

## Specie
Il genere Holodactylus comprende solo due specie:
- Holodactylus africanus Boettger, 1893
- Holodactylus cornii Scortecci, 1930